# Tin Mừng theo thánh Mátthêu (phim)
Tin Mừng theo thánh Mátthêu (tiếng Ý: Il Vangelo secondo Matteo) là một phim bi kịch tôn giáo của Ý và Tây Đức do Pier Paolo Pasolini đạo diễn, được phát hành năm 1964. Đây là một phim thuật lại truyện chúa Giêsu Kitô, từ lúc giáng sinh tới khi sống lại.
Phần thoại chủ yếu được lấy trực tiếp từ Tin Mừng Mátthêu, mà Pasolini cảm thấy rằng "các hình ảnh không thể nào đạt tới đỉnh cao thi vị của bản văn". Pasolini đã chọn trình thuật Tin Mừng Mátthêu thay vì các Tin Mừng khác, vì ông cho rằng "Tin Mừng Gioan quá huyền bí, Tin Mừng Máccô thì quá bình thường, còn Tin Mừng Luca thì quá tình cảm".

## Sơ lược cốt truyện
Ở Palestine dưới thời cai trị của Đế quốc La Mã, Giêsu người Nazareth cùng với các môn đệ của Ngài đã đi khắp đất nước để rao giảng về Thiên Chúa và sự cứu rỗi linh hồn cho dân chúng. Giêsu là con Thiên Chúa và là đấng messiah được các ngôn sứ nói tới, nhưng có nhiều người không tin lời Ngài. Rốt cuộc - theo yêu cầu của người Do Thái - Ngài đã bị người La Mã bắt và bị đóng đinh vào thập giá. Tuy nhiên, 3 ngày sau Ngài đã sống lại như Ngài đã nói trước với các môn đệ.

## Phân vai
- Enrique Irazoqui vai Chúa Giêsu
  - Enrico Maria Salerno giọng của Chúa Giêsu
- Margherita Caruso vai Maria (lúc còn trẻ)
  - Susanna Pasolini vai Maria (lúc lớn tuổi)
- Marcello Morante vai Giuse
  - Gianni Bonagura giọng của thánh Giuse
- Mario Socrate vai Gioan Tẩy Giả
  - Pino Locchi vai giọng của Gioan Tẩy giả
- Settimio Di Porto vai Phêrô
- Alfonso Gatto vai Anrê
- Luigi Barbini vai Giacôbê
- Giacomo Morante vai Gioan, Tông đồ Thánh sử
- Giorgio Agamben vai Philiphê Tông đồ
- Guido Cerretani vai Batôlômêô
- Rosario Migale vai Tôma
- Ferruccio Nuzzo vai Mátthêu
- Marcello Galdini vai Giacôbê, con của Anphê
- Elio Spaziani vai Giuđa Tađêô
- Enzo Siciliano vai Simon Quá Khích
- Otello Sestili vai Giuđa Ítcariốt
- Juan Rodolfo Wilcock vai Caiaphas
- Alessandro Clerici vai Pontius Pilate
- Amerigo Bevilacqua vai Herod Đại đế
- Francesco Leonetti vai Herod Antipas
- Franca Cupane vai Herodias
- Paola Tedesco vai Salome
- Rossana Di Rocco vai Thiên thần
- Renato Terra vai Quỷ ám
- Eliseo Boschi vai Giuse thành Arimathea
- Natalia Ginzburg vai Maria làng Bêtania
- Ninetto Davoli (uncredited) vai mục đồng
- Umberto Bevilacqua (uncredited) vai người lính

## Việc sản xuất

### Bối cảnh & Sản xuất
Năm 1963, Pier Paolo Pasolini đã làm một phim ngắn, La ricotta – trong bộ phim lớn nhiều phần RoGoPaG - mô tả cuộc đời của Chúa Giêsu, dẫn đến tranh cãi và một án tù về nội dung được cho là báng bổ và khiêu dâm trong phim. Theo Barth David Schwartz trong quyển Pasolini Requiem (1992), thì động lực thúc đẩy việc làm phim xảy ra vào năm 1962: Pasolini đã nhận lời mời của Đức Giáo hoàng Gioan XXIII tham gia một cuộc đối thoại mới với các nghệ sĩ không Công giáo, và sau đó đến thăm thị trấn Assisi để tham dự một hội thảo tại một tu viện dòng Phanxicô ở đây. Chuyến viếng thăm của Đức Giáo hoàng gây ra ùn tắc giao thông trong thành phố, khiến Pasolini phải ở lại trong phòng khách sạn; ở đó, ông đã xem qua một bản sao của Tân Ước. Sau đó Pasolini đã đọc hết bốn bản Phúc âm, và tuyên bố rằng sẽ làm một phim chuyển thể từ một trong số 4 phúc âm đó và "quên đi mọi ý tưởng khác về công việc đã có trong đầu tôi". Không giống như những miêu tả điện ảnh về cuộc đời Chúa Giêsu trước đó, phim của Pasolini không thêm thắt các chi tiết có tính văn học hay tính kịch nào khác, ngoài các sự kiện về cuộc đời Chúa Giêsu được tường thuật trong Phúc âm, cũng không trình bày một hỗn hợp của 4 Phúc âm. Pasolini nói rằng ông quyết định "làm lại (phim) Phúc âm bằng cách loại suy" và phần thoại thưa thớt của phim đều lấy trực tiếp từ Kinh Thánh.
Pasolini nổi tiếng là một người vô thần, một người đồng tính luyến ái, và một người theo chủ nghĩa Marx, nên tính chất tôn kính trong bộ phim này của ông là đáng ngạc nhiên, nhất là sau những tranh cãi về cuốn phim ngắn La ricotta của ông. Tại một cuộc họp báo vào năm 1966, Pasolini được hỏi tại sao một người vô tín ngưỡng như ông, lại làm một bộ phim về các chủ đề tôn giáo; ông đã trả lời: "Nếu bạn biết rằng tôi là một người vô tín ngưỡng, thì bạn hiểu rõ tôi hơn chính bản thân tôi. Tôi có thể là một người vô tín ngưỡng, nhưng là người vô tín ngưỡng hoài niệm về một tín ngưỡng"
Cuốn phim bắt đầu bằng câu tuyên bố là phim này "dedicato alla cara, lieta, familiare memoria di Giovanni XXIII" ("dành tặng người kính yêu của tôi, những kỷ niệm vui và tha thiết thân quen của Đức Giáo hoàng Gioan XXIII"), vì Giáo hoàng Gioan XXIII có trách nhiệm gián tiếp tới việc làm phim này, nhưng đã qua đời trước khi cuốn phim hoàn tất.

### Việc quay phim & Phong cách
Pasolini đã sử dụng vài kỹ thuật của trường phái Hiện thực mới của Ý khi làm phim. Phần lớn những diễn viên mà ông sử dụng trong phim là những diễn viên không chuyên nghiệp. Enrique Irazoqui (vai Chúa Giêsu) là một sinh viên đại học Kinh tế 19 tuổi người Tây Ban Nha, và những diễn viên còn lại là những người địa phương Barile, Matera, Massafra, nơi quay phim (Pasolini đã tới thăm Đất Thánh, nhưng thấy rằng nơi đây không thích hợp và "thương mại hóa"). Pasolini đã đưa mẹ ruột mình - bà Susanna Pasolini – đóng vai bà Maria lúc lớn tuổi. Dàn diễn viên còn bao gồm những trí thức nổi tiếng như các nhà văn Enzo Siciliano, Alfonso Gatto, các nhà thơ Natalia Ginzburg, Juan Rodolfo Wilcock, và triết gia Giorgio Agamben. Ngoài nguồn Kinh Thánh gốc, Pasolini còn sử dụng những tham khảo từ "2.000 năm hội họa và điêu khắc Kitô giáo" trong suốt bộ phim. Diện mạo của các nhân vật cũng là chiết trung, và trong một số trường hợp, là lỗi thời, giống như các miêu tả nghệ thuật của những thời kỳ khác nhau (những trang phục của các người lính La Mã và các người Pharisêu, chẳng hạn, bị ảnh hưởng bởi nghệ thuật thời Phục hưng, trong khi diện mạo của Chúa Giêsu đã được làm giống như diện mạo trong nghệ thuật Byzantine cũng như tác phẩm của nghệ sĩ phái biểu hiện Georges Rouault)
Pasolini mô tả việc thí nghiệm quay phim Tin Mừng Theo Thánh Mátthêu là rất khác so với những bộ phim trước đây của ông. Ông nói rằng trong cách quay bộ phim Accattone trước đây của ông là "tôn kính", trong cách quay được áp dụng cho một nguồn kinh thánh là "không hoa mỹ.... Và rồi khi tôi quay cảnh rửa tội gần Viterbo, tôi đã bỏ qua mọi định kiến kỹ thuật của tôi. Tôi bắt đầu sử dụng kỹ thuật zoom, tôi sử dụng cách di chuyển camera mới, khung cảnh mới không tôn kính, nhưng giống như phim tài liệu [kết hợp] một mức độ mộc mạc hầu như cổ điển với những khoảnh khắc giống như phong cách của Jean-Luc Godard, chẳng hạn trong 2 phiên tòa xử Chúa Giêsu được quay như "cinema verite"... Vấn đề là... Tôi, một người vô tín ngưỡng, đã tường thuật câu chuyện thông qua con mắt của một người có tín ngưỡng. Sự hỗn hợp ở mức độ tường thuật đã sinh ra hỗn hợp phong cách"

### Nhạc
Nhạc nền của phim là dung hòa giữa các dòng nhạc của Johann Sebastian Bach (vd. Mass in B Minor (Bộ lễ hát điệu Si thứ) & St Matthew Passion (Bài Thương khó theo thánh Mátthêu)), của ca sĩ Odetta (Sometimes I Feel Like a Motherless Child), của Blind Willie Johnson (Dark Was the Night, Cold Was the Ground), của lối ngâm vịnh nghi lễ của người Do Thái Kol Nidre và Gloria (Kinh Vinh danh) từ Bộ lễ hát Missa Luba của Cộng hòa Dân chủ Congo. Pasolini nói rằng tất cả âm nhạc của bộ phim đều mang tính chất tôn giáo hoặc thiêng liêng từ khắp nơi trên thế giới và từ nhiều nền văn hóa hoặc hệ thống tín ngưỡng.

## Đánh giá
- Phim Tin Mừng theo thánh Mátthêu được xếp hạng 10 (năm 2010) và hạng 7 (năm 2011) trong Website 100 phim hàng đầu của Arts and Faith,[10]
- Phim này được liệt kê trong Danh sách các phim nổi tiếng của Vatican và Danh sách những phim lớn của Roger Ebert[11][12].
- Phim này hiện được 94% sự đánh giá tán thành trên website Rotten Tomatoes của Hệ thống tổng hợp kết quả đánh giá với 30 phê bình "fresh" (tươi) và 2 "rotten" (thối)[13].

## Giải thưởng và Đề cử
- Phim "Tin Mừng theo thánh Mátthêu" được chiếu để tranh "Giải Sư tử vàng" ở Liên hoan phim Venezia năm 1964, và đoạt Giải đặc biệt của Ban Giám khảo
- Giải thưởng lớn của OCIC (Office Catholique International du Cinéma et l’Audio-visuel) [14]
- Giải Nastro d’Argento cho đạo diễn xuất sắc nhất
- Khi được phát hành ở Hoa Kỳ năm 1966, phim này đã được đề cử cho[15]:
  - Giải Oscar cho chỉ đạo nghệ thuật xuất sắc nhất
  - Giải Oscar cho thiết kế phục trang đẹp nhất
  - Giải Oscar cho nhạc phim hay nhất

## Phiên bản khác
Năm 2007 Region 1 DVD đã phát hành một phiên bản phim màu lồng tiếng Anh. Phim này chỉ dài 91 phút, ngắn hơn phim gốc đen trắng 40 phút.